# Leszek Wakuła
Leszek Wakuła (ur. 1961) – polski duchowny baptystyczny i działacz ekumeniczny, od 2022 prezes Komitetu Krajowego Towarzystwa Biblijnego w Polsce.

## Życiorys
Ukończył studia w Chrześcijańskiej Akademii Teologicznej w Warszawie. Studiował także w Predigerseminar der Deutschen Baptisten in Hamburg-Horn oraz Grand Rapids Theological Seminary. Wakuła zaliczył także szkolenia i kursy z zakresu mentoringu, uczniostwa, coachingu i homiletyki. Przez wiele lat piastował funkcję przewodniczącego Służby Młodzieży Kościoła Chrześcijan Baptystów w RPoraz dwie kadencje Sekretarza Rady Kościoła Baptystów w RP 1999-2007. Jest I pastorem Zboru Kościoła Chrześcijan Baptystów w Łodzi oraz wiceprzewodniczącym Zarządu Oddziału Łódzkiego Polskiej Rady Ekumenicznej. Wiceprzewodniczący Fundacji Partnerstwa dla Łodzi. 
W 2016 jako prezbiter Okręgu Centralnego KChB, był sygnatariuszem przesłania dotyczącego uchodźców wzywające wiernych różnych Kościołów w Polsce, aby trwali w modlitwie i świadczyli pomoc potrzebującym.
W kwietniu 2022 został wybrany prezesem Komitetu Krajowego Towarzystwa Biblijnego w Polsce w kadencji 2022–2027 zastępując na tym stanowisku superintendenta Andrzeja Malickiego.